# Kremlin Cup 2014
Kremlin Cup 2014 byl společný tenisový turnaj mužského okruhu ATP World Tour a ženského okruhu WTA Tour, hraný na krytých dvorcích s tvrdým povrchem Olympijského stadionu. Konal se mezi 13. až 19. říjnem 2014 v ruském hlavním městě Moskvě jako 25. ročník turnaje.
Mužská polovina se řadila do čtvrté nejvyšší kategorie okruhu ATP World Tour 250 a její dotace činila 855 490 dolarů. Ženská část měla rozpočet 710 000 dolarů a byla součástí kategorie WTA Premier.
Nejvýše nasazenými hráči v soutěžích se stali – singlisté Milos Raonic a Dominika Cibulková a deblové páry Ivan Dodig s
Marcelo Melem a Jekatěrina Makarovová s Jelenou Vesninovou.
Mužskou dvouhru ovládl Chorvat Marin Čilić, který ve finále zdolal španělského hráče Roberto Bautistu Aguta. V ženské singlové soutěži zvítězila domácí tenistka Anastasija Pavljučenkovová, která tak slavila premiérovou trofej z Moskvy.

## Distribuce bodů a finančních odměn

### Distribuce bodů
| Soutěž         | vítězové | finalisté | semifinalisté | čtvrtfinalisté | 16 v kole | 32 v kole | Q  | Q3 | Q2 | Q1 |  |
| -------------- | -------- | --------- | ------------- | -------------- | --------- | --------- | -- | -- | -- | -- |  |
| dvouhra mužů   | 250      | 150       | 90            | 45             | 20        | 0         | 12 | 6  | 0  | 0  |  |
| mužská čtyřhra | 250      | 150       | 90            | 45             | 20        | 0         |    |    |    |    |  |
| ženská dvouhra | 470      | 305       | 185           | 100            | 55        | 1         | 25 | 18 | 13 | 1  |  |
| ženská čtyřhra | 470      | 305       | 185           | 100            | 1         |           |    |    |    |    |  |

### Finanční odměny
| Soutěž         | vítězové | finalisté | semifinalisté | čtvrtfinalisté | 16 v kole | 32 v kole | Q3     | Q2     | Q1   |
| -------------- | -------- | --------- | ------------- | -------------- | --------- | --------- | ------ | ------ | ---- |
| mužská dvouhra | $140 750 | $74 130   | $40 155       | $22 880        | $13 480   | $7 985    | $1 285 | $615   |      |
| mužská čtyřhra | $42 760  | $22 480   | $12 190       | $6 980         | $4 080    |           |        |        |      |
| ženská dvouhra | $120 000 | $64 000   | $34 350       | $18 460        | $9 900    | $6 290    | $2 850 | $1 500 | $850 |
| ženská čtyřhra | $38 000  | $20 000   | $11 000       | $5 600         | $3 035    |           |        |        |      |

## Dvouhra mužů

### Nasazení
| Stát                          | Hráč                  | ATP | Nasazení |
| ----------------------------- | --------------------- | --- | -------- |
| Kanada                        | Milos Raonic          | 8.  | 1.       |
| Chorvatsko                    | Marin Čilić           | 9.  | 2.       |
| Lotyšsko                      | Ernests Gulbis        | 13. | 3.       |
| Itálie                        | Fabio Fognini         | 17. | 4.       |
| Španělsko                     | Roberto Bautista Agut | 18. | 5.       |
| Španělsko                     | Tommy Robredo         | 20. | 6.       |
| Rusko                         | Michail Južnyj        | 35. | 7.       |
| Itálie                        | Andreas Seppi         | 50. | 8.       |
| Žebříček ATP k 6. říjnu 2014. |                       |     |          |

### Jiné formy účasti
Následující hráčí obdrželi divokou kartu do hlavní soutěže:
- Jevgenij Donskoj
- Karen Chachanov
- Andrej Rubljov

Následující hráči postoupili z kvalifikace:
- Victor Baluda
- Ričardas Berankis
- Aslan Karačev
- Pedja Krstin

### Odhlášení
před zahájením turnaje
- Pablo Cuevas
- Richard Gasquet
- Máximo González
- Denis Istomin
- Dmitrij Tursunov

## Mužská čtyřhra

### Nasazení
| Stát                                                                    | Hráč              | Stát               | Hráč            | ATP  | Nasazení |
| ----------------------------------------------------------------------- | ----------------- | ------------------ | --------------- | ---- | -------- |
| Chorvatsko                                                              | Ivan Dodig        | Brazílie           | Marcelo Melo    | 11.  | 1.       |
| Austrálie                                                               | Sam Groth         | Austrálie          | Chris Guccione  | 77.  | 2.       |
| Spojené království                                                      | Colin Fleming     | Spojené království | Jonathan Marray | 147. | 3.       |
| Itálie                                                                  | Daniele Bracciali | Itálie             | Potito Starace  | 148. | 4.       |
| Žebříček ATP k 6. říjnu 2014; číslo je součtem umístění obou členů páru |                   |                    |                 |      |          |

### Jiné formy účasti
Následující páry obdržely divokou kartu do hlavní soutěže:
- Jevgenij Donskoj /  Andrej Rubljov
- Konstantin Kravčuk /  Andrej Kuzněcov

## Ženská dvouhra

### Nasazení
| Stát                          | Hráčka                     | WTA | Nasazení |
| ----------------------------- | -------------------------- | --- | -------- |
| Slovensko                     | Dominika Cibulková         | 12. | 1.       |
| Rusko                         | Jekatěrina Makarovová      | 13. | 2.       |
| Itálie                        | Flavia Pennettaová         | 15. | 3.       |
| Česko                         | Lucie Šafářová             | 17. | 4.       |
| Rusko                         | Světlana Kuzněcovová       | 26. | 5.       |
| Rusko                         | Anastasija Pavljučenkovová | 29. | 6.       |
| Česko                         | Karolína Plíšková          | 30. | 7.       |
| Francie                       | Caroline Garciaová         | 34. | 8.       |
| Žebříček WTA k 6. říjnu 2014. |                            |     |          |

### Jiné formy účasti
Následující hráčky obdržely divokou kartu do hlavní soutěže:
- Darja Kasatkinová
- Aleksandra Krunićová

Následující hráčky postoupily z kvalifikace:
- Vitalija Ďjačenková
- Kateryna Kozlovová
- Kateřina Siniaková
- Lesja Curenková

### Odhlášení
před zahájením turnaje
- Sara Erraniová (zánět průdušek)
- Ana Ivanovićová (poranění kyčle)
- Jelena Jankovićová (zranění zad)
- Bojana Jovanovská
- Angelique Kerberová
- Petra Kvitová
- Magdaléna Rybáriková (natažení levého kyčle)
- Francesca Schiavoneová
- Carla Suárezová Navarrová (poranění pravého lokte)
- Caroline Wozniacká

### Skrečování
- Olga Govorcovová (poranění levého kolena)
- Klára Koukalová (virové onemocnění)

## Ženská čtyřhra

### Nasazení
| Stát                                                                    | Hráčka                     | Stát      | Hráčka                       | WTA | Nasazení |
| ----------------------------------------------------------------------- | -------------------------- | --------- | ---------------------------- | --- | -------- |
| Rusko                                                                   | Jekatěrina Makarovová      | Rusko     | Jelena Vesninová             | 11. | 1.       |
| Itálie                                                                  | Flavia Pennettaová         | Švýcarsko | Martina Hingisová            | 31. | 2.       |
| Rusko                                                                   | Anastasija Pavljučenkovová | Česko     | Lucie Šafářová               | 57. | 3.       |
| Francie                                                                 | Caroline Garciaová         | Španělsko | Arantxa Parraová Santonjaová | 67. | 4.       |
| Žebříček WTA k 6. říjnu 2014; číslo je součtem umístění obou členů páru |                            |           |                              |     |          |

### Jiné formy účasti
Následující páry obdržely divokou kartu do hlavní soutěže:
- Veronika Kuděrmetovová /  Jevgenija Rodinová

## Přehled finále

### Mužská dvouhra
- Marin Čilić vs.  Roberto Bautista-Agut, 6–4, 6–4

### Ženská dvouhra
- Anastasija Pavljučenkovová vs.  Irina-Camelia Beguová, 6–4, 5–7, 6–1

### Mužská čtyřhra
- František Čermák /  Jiří Veselý vs.  Sam Groth /  Chris Guccione, 7–6(7–2), 7–5

### Ženská čtyřhra
- Martina Hingisová /  Flavia Pennettaová vs.  Caroline Garciaová /  Arantxa Parraová Santonjaová, 6–3, 7–5